# ハインリヒ・フォン・シュヴァインフルト
ハインリヒ・フォン・シュヴァインフルト（Heinrich von Schweinfurt, 970年頃 - 1017年9月18日）は、シュヴァインフルト伯、ノルトガウ辺境伯（在位：994年 - 1004年）。従弟である年代記編者メルゼブルクのティートマールにより「東フランクの誇り」といわれた。

## 生涯
ハインリヒは、ベルトルト・フォン・シュヴァインフルト（980年没）とアイリカ・フォン・ヴァルベック（ヴァルベック伯ロタール2世の娘）との間の息子である。父ベルトルトの出自については不明であるが、ハインリヒがバイエルン出身であることから、ルイトポルト家のバイエルン公アルヌルフの子とも考えられている。また、バーベンベルク家出身とも言われている。
ハインリヒは980年の父の死後に伯位を継承し、994年には父と同様にノルトガウ辺境伯に任ぜられた。1002年、ハインリヒは、ハインリヒ2世が国王に選出される際の支援の見返りとして約束していたバイエルン公位を要求したが、ハインリヒ2世はバイエルン人がバイエルン公を選ぶ権利を持つとし、公位を与えなかった。当時ハインリヒはバイエルン北部および東フランケンにすでに広大な領土を持っており、ハインリヒ2世が、バイエルン公領の授与によりさらに巨大な領域がハインリヒの支配下に入ることを避けたかったものと考えられている。ハインリヒはハインリヒ2世にだまされたと考え、反乱を起こした。ハインリヒはポーランド公ボレスワフ1世、ボヘミア公ボレスラフ3世、ハインリヒ2世の弟ブルーノらと同盟し対抗したが、ハインリヒは一時拘束され、反乱も鎮圧された。ハインリヒは後にシュヴァインフルト領と辺境伯位は返還されたものの、多くの領地を没収された。ハインリヒが要求していたバイエルン公位については、1004年にハインリヒ2世の妃クニグンデの兄ハインリヒ（アルデンヌ＝ルクセンブルク家）に与えられた。1007年には、ハインリヒ2世はこの地でのさらなる反乱を防ぐため、バンベルク司教区を創設した。この新しい司教区は、かつてノルトガウ辺境伯が持っていた支配権を引き継いだ。
1004年に、ザクセン公ベルンハルト1世およびマグデブルク大司教タギノに説得されたハインリヒ2世は、ハインリヒと和解した。その後、ハインリヒは領地を次第に回復していき、1017年に死去しシュヴァインフルトに葬られた。

## 子女
ハインリヒはコンラディン家出身のヴェッテラウ伯ヘリベルトの娘ゲルベルガと結婚し、息子3人と娘2人をもうけた。
- オットー（995年頃 - 1057年） - シュヴァーベン大公（3世、在位：1048年 - 1057年）
- アイリカ - ザクセン公ベルンハルト2世と結婚
- ユーディト（? - 1058年） - ボヘミア公ブジェチスラフ1世と結婚
- ブルヒャルト1世（1000年 - 1059年） - ハルバーシュタット司教
- ハインリヒ - ノルトガウ伯、ペグニッツ伯でヴィッテルスバッハ家の祖オットー1世（1072/8年没）の父ともいわれる[2]。